# Samuel Nelson (Richter)

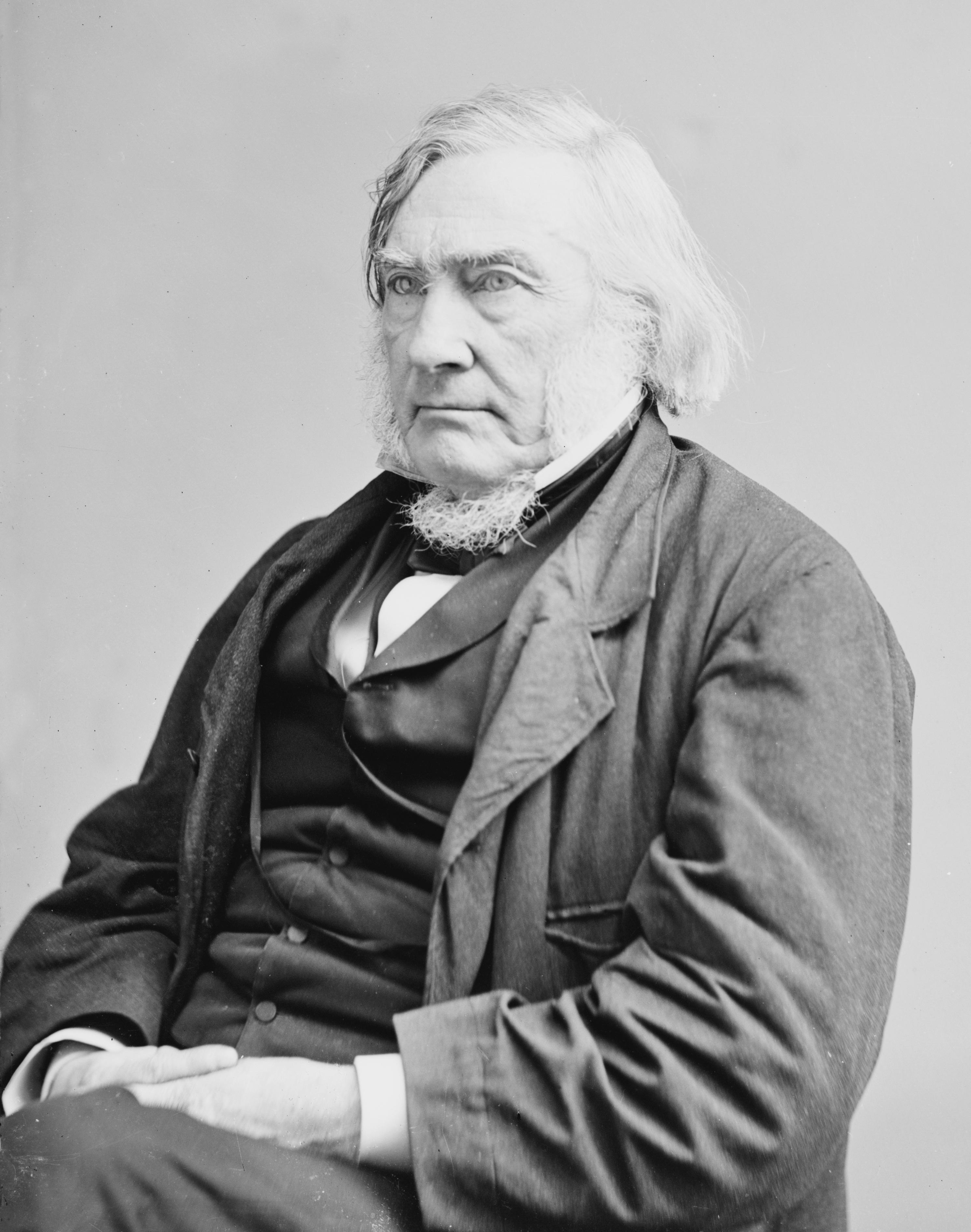
Samuel Nelson

Samuel Nelson (* 10. November 1792 in Hebron, Washington County, New York; † 13. September 1873) war ein US-amerikanischer Richter, unter anderem von 1845 bis 1872 am Obersten Gerichtshof der Vereinigten Staaten.

## Leben
Nelson studierte am Middlebury College in Vermont und schloss im Jahre 1813 die dortigen Studien ab. Er war später als Inhaber einer erfolgreichen, vor allem auf Immobilien- und Wirtschaftsrecht spezialisierten Kanzlei tätig. Die hierbei geknüpften politischen Kontakte führten dazu, dass er 1821 der jüngste Delegierte in der Verfassungsgebenden Versammlung des Staates New York wurde. 1823 erfolgte seine Wahl in den United States Court of Appeals für den Sechsten Bezirk. 1831 wurde er dann Richter am Obersten Gerichtshof des Staates New York, ab 1841 als Chief Justice. Nachdem US-Präsident John Tyler mit zahlreichen anderen Kandidaten bei der Besetzung eines Sitzes im Obersten Gerichtshof der Vereinigten Staaten gescheitert war, ernannte er 1845 Nelson zum Richter am Obersten Gerichtshof.
Nelson verfasste unter anderem eine abweichende Meinung zum Urteil Dred Scott v. Sandford, welches ursprünglich, vor der Einflussnahme durch Politiker, die Mehrheitsmeinung repräsentierte. In seiner Begründung umging er die politisch brisante Behandlung der Frage der Sklaverei.